# Rhombodera rennellana
Rhombodera rennellana är en bönsyrseart som beskrevs av Max Beier 1968. Rhombodera rennellana ingår i släktet Rhombodera och familjen Mantidae. Inga underarter finns listade i Catalogue of Life.